# Vermessung (Regattasegeln)
Vermessung und Messbrief
Damit ein Segelboot bei einer Regatta teilnehmen kann, muss der Eigner/Steuermann einen gültigen Messbrief vorlegen können. Der Messbrief bescheinigt die Konformität zu einer Bootsklasse. Voraussetzung um einen Messbrief ausgestellt zu bekommen ist die Vermessung des betreffenden Bootes durch einen vom Deutschen Segler Verband (oder einem anderen offiziellen Seglerverband) bestellten Vermesser. Die Kosten der Vermessung trägt der Eigner.

## Wie und was vermessen wird

Die wesentlichen Maße, die bei Segeln vermessen werden

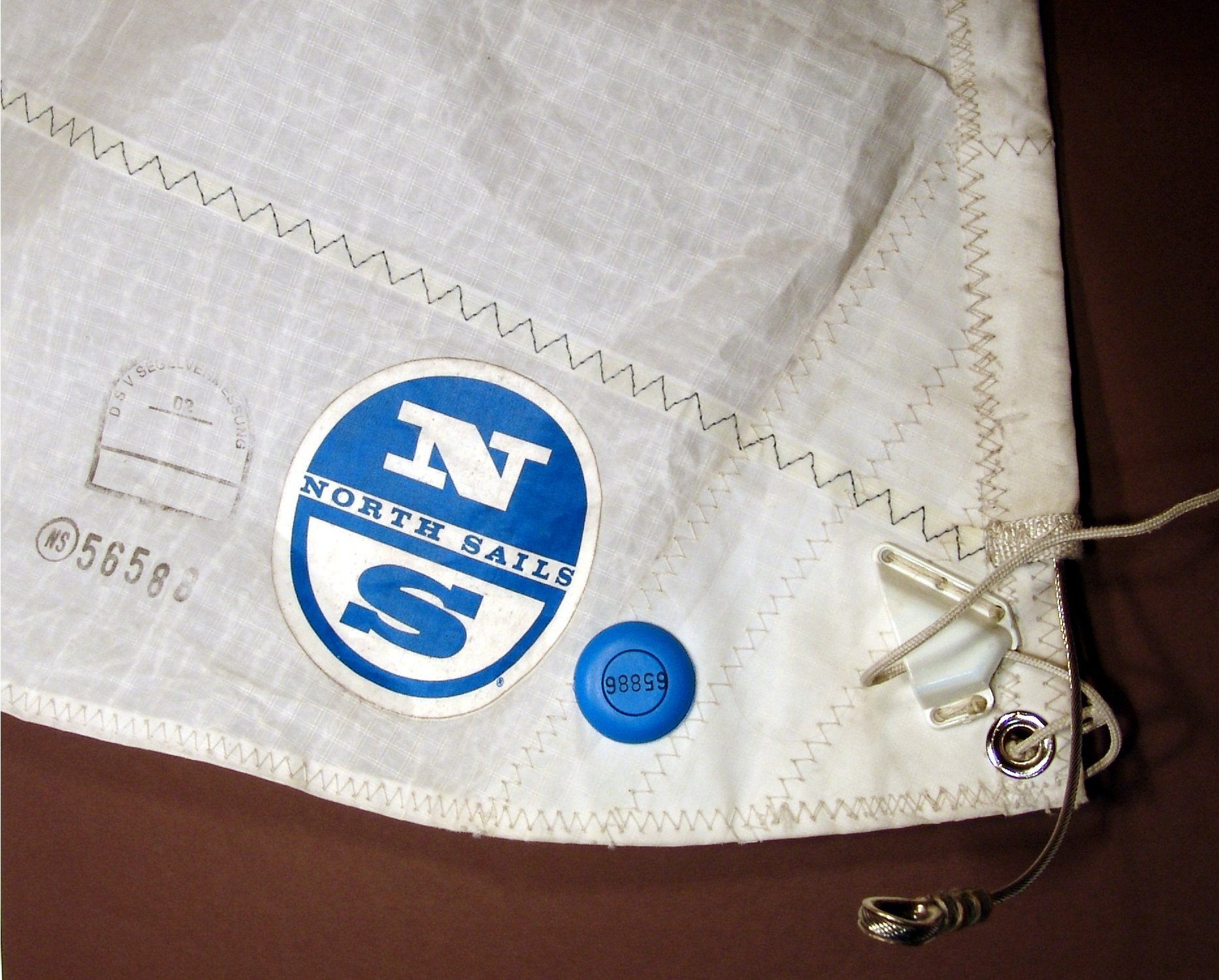
Hals eines Vorsegels mit den Überresten eines Vermessungsstempels (links)

Segelvermessung
Bei Segeln werden entweder einzelne Maße genommen (Vorliekslänge, Unterliekslänge, bzw. das sog. LP-Maß, also die Höhe des Segels über dem Vorliek), oder es wird schlicht der Flächeninhalt ermittelt, je nach Klassenvorschrift. Segel erhalten nach der Vermessung einen Stempel im Bereich des Halses mit den vermessenen Werten und der Unterschrift des Vermessers. Sie können normalerweise auch durch den Segelmacher vermessen werden, die meisten Segelmacher sind durch den DSV dazu autorisiert. Bei größeren Regatten wie zum Beispiel bei Nationalen und Internationalen Meisterschaften ist es zudem üblich, dass die Wettfahrtleitung die Boote einer Kontrollvermessung unterzieht. Dabei werden in jedem Fall die Abmessungen der Segel, oft auch das Bootsgewicht (Verdrängung) überprüft.
Wasservermessung
Bei Yachten ist neben der sogenannten Landvermessung (Vermessung des Bootsrumpfes an Land) auch eine Wasservermessung notwendig. Hierbei wird zum Beispiel die genaue Schwimmlage sowie die Wasserlinienlänge und -breite vermessen, außerdem wird häufig die Stabilität, also der Widerstand gegen künstliche Krängung ermittelt. Für die Wasservermessung ist genau vorgeschrieben welche Gegenstände sich an Bord befinden dürfen (zum Beispiel Anker, Motor) und welche nicht, bzw. in welchem Zustand die Flüssigkeitstanks (Frischwasser, Abwasser, Diesel) sein müssen.
Landvermessung
Bei der Landvermessung wird der Bootsrumpf und die Takelage vermessen. Dies geschieht idealerweise in einer geschlossenen Halle auf einer ebenen Grundfläche. Mast und Großbaum erhalten sog. Messmarken, Markierungen am Masttop und am achterlichen Ende des Großbaums, welche die maximale Dimension des Großsegels für jeden sichtbar kennzeichnen. Anders als bei den Segeln kann die Vermessung des Rumpfes und des Riggs nicht durch die Werft durchgeführt werden. Allerdings gibt es für Serienboote die Möglichkeit auf die Rumpfvermessung zu verzichten, wenn die Werft die Einheitlichkeit (One-Design) der Boote und der Takelage belegen kann.
Vermessung von Einzelbauten und Prototypen
Einzelbauten und Prototypen müssen immer einer vollständigen Vermessung unterzogen werden.

## Vermessungsmodus
Man unterscheidet drei verschiedene Vermessungsmodi:
Vermessung bei Einheitsklassen
Der Vermesser überprüft bei Einheitsklassen, ob das Boot in Übereinstimmung mit den Zeichnungen des Konstrukteurs gebaut wurde. Außerdem muss das Boot vollständig den Vorschriften der Klassenregeln entsprechen, die i. d. R. in schriftlicher Form vorliegen. Dabei wird unter anderem
- die Geometrie des Bootsrumpfes durch das Anlegen von geeichten Schablonen überprüft,
- die Wandstärken des Bootsrumpfes bzw. der Beplankung überprüft,
- die Takelage und die Segel nach den Angaben in den Konstruktionszeichnungen vermessen,
- das Gewicht (Verdrängung) durch eine geeignete Waage ermittelt,
- alle weiteren Angaben in den Klassenvorschriften visuell und durch Messen überprüft.

Vermessung bei Konstruktionsklassen
Die Vermessung von Booten einer Konstruktionsklasse ist oft sehr einfach, da diese Klassen nur die Hauptabmessungen vorschreiben (Länge, Segelfläche, Gewicht, …) und darüber hinaus alles andere freigestellt ist.
Bei manchen Klassen gibt es auch sogenannte Vermessungsformeln (Siehe zum Beispiel Meter-Klasse und Meterformel). Entsprechend aufwändiger wird die Vermessung, die dann in zwei Schritten als Landvermessung und Wasservermessung (Schwimmlage, Krängungsversuche, …) durchgeführt wird.
Vermessung bei Ausgleichsklassen
Ausgleichsboote haben oft sehr komplizierte Vermessungsverfahren, wobei ein Boot einen Rennwert (Rating) erhält. Bei Regatten wird die gesegelte Zeit mit einem Zeitberichtigungsfaktor (abgeleitet vom Rennwert) multipliziert, um die für das Klassement maßgebliche berechnete Zeit zu ermitteln (siehe Ausgleichsklassen).
- ORC International-Vermessung

Die aktuell verwendete Vermessungsformel im Hochseesegeln, eine Weiterentwicklung des IMS (International Measurement System), ist ein komplexes wissenschaftliches Vermessungssystem für Regattayachten. Das Geschwindigkeitspotential eines Bootes wird dafür sehr genau ermittelt, zum Beispiel durch die vollständige Erfassung der Rumpfgeometrie, ebenso aller Schwimmlagen in Zusammenhang mit der jeweiligen benetzten Fläche (=Reibungsfläche zwischen Rumpf-Außenhaut und Wasser), der Stabilität (Krängungsversuche) und natürlich der Rigg- und Segelabmessungen. ORC-I basiert auf einem Geschwindigkeits-Vorhersageprogramm (VPP, velocity prediction programm). Dafür werden jedem Boot anhand der Vermessung mehrere Korrekturfaktoren zugeordnet. Dies ermöglicht erstmals auch die Berücksichtigung der Windstärke für das Klassement, was IMS von allen vorangegangenen Vermessungsmethoden unterscheidet. Das VPP wird ständig weiterentwickelt und an neueste Erkenntnisse angepasst. Eine ORC-I-Vermessung dauert ca. 10 – 15 Stunden. ORC-I ist das in Deutschland und Nordeuropa meistgenutzte Vermessungssystem. Die Formel von ORC-I ist offen, kann also von jedermann eingesehen werden, so dass Boote auf die Formel hin optimiert werden können (es kann vorteilhaft sein, ein Boot etwas langsamer zu machen, wenn das durch einen besseren Handicapwert überkompensiert wird).
- IRC

Das IRC-System ist dem ORC-International ähnlich, auch für IRC werden die Boote aufwändig vermessen und aus den ermittelten Daten ein Rennwert berechnet. Der große Unterschied ist jedoch, dass das Geschwindigkeitsvorhersageprogramm (VPP) von IRC nicht öffentlich ist. Dadurch wird es schwieriger, ein Boot auf einen günstigen Rennwert zu optimieren. Die Idee dahinter ist, dass Eigner und Konstrukteure nicht versuchen sollten, sogenannte „Formelsäue“ zu bauen, sondern schnelle, seetüchtige Boote, in der Hoffnung, dass diese auch einen realistischen Rennwert erhalten. Der Nachteil von geheimen VPPs ist allerdings, dass ihre Genauigkeit nicht von der Öffentlichkeit überprüft werden kann.
IRC ist in den englischsprachigen Seglernationen (Großbritannien, USA, Australien und Neuseeland) genauso wie im Mittelmeer das vorherrschende System.
- ORC Club

ORC Club ist ein vereinfachtes Vermessungssystem auf Grundlage des ORC-International und ist für die Durchführung von Clubregatten gedacht. Hochrangige Regatten können damit wegen der geringeren Genauigkeit nicht gesegelt werden.
- Yardstick-Wertung

In der Yardstick-Wertung wird ein Boot nicht vermessen, sondern sein Geschwindigkeitspotential wird empirisch ermittelt. Neue Boote bekommen eine vorläufige Yardstickzahl, bis genügend Regattaergebnisse vorhanden sind, um eine genauere Einschätzung zu ermöglichen. An Yardstickregatten können selbstverständlich auch vermessene Boote teilnehmen. Für nahezu jede Bootsklasse und somit nahezu jedes vermessene Boot sind inzwischen Yardstickzahlen festgelegt worden.